# Kress (Mediendienst)
Kress ist ein Informationsdienst für die Medien- und Kommunikationsbranche im deutschsprachigen Raum. Zu seinen Angeboten gehören das Branchenmagazin Kress Pro, das beigelegte und als PDF vertriebene Sonderheft Kress-Dossier, die Internetseite kress.de mit Branchennachrichten, spezialisierter Stellenbörse und dem Personenregister Kressköpfe sowie mehrere Newsletter. Er ist aus dem Kressreport hervorgegangen.

## Vorgänger Kressreport und Verlagsgeschichte
1966 gründete der Stuttgarter Journalist Günther Kress seinen Kressreport. Er erschien anfangs als Zeitung, später als wöchentliches Magazin. 1995 verkaufte Kress es an Peter Turi und Thomas Wengenroth, blieb aber Herausgeber. 2000 wurde Wengenroth alleiniger Gesellschafter und Geschäftsführer, während Turi den konkurrierenden Branchendienst Turi2 startete. 2008 übernahm der britische Magazinverlag Haymarket den Verlag und verkaufte ihn 2015 wieder an den österreichischen Medien-Fachverlag Oberauer.

### Kress.de
1996 etablierte Kress als erster Branchendienst seine Website kress.de. Chefredakteur ist Marc Bartl. Die Seite meldet monatlich 252.955 Unique Visits und 100.000 registrierte Nutzer (2021). Im Personenverzeichnis Kressköpfe sind rund 30 000 Medien- und Werbemanager mit Berufsweg und Kontaktdaten eingetragen. Das gleichnamige Branchenbuch erscheint jährlich.

### Kress pro
Seit 2016 erscheint Kress pro zehnmal jährlich. Chefredakteur ist Markus Wiegand. Das Magazin meldet eine verbreitete Auflage von 3310. Als Beilage erscheinen Themenhefte unter dem Titel Kress pro Dossier. Neben der Druckausgabe erfolgt die Veröffentlichung auch als E-Paper.